# Жуїяк (Жиронда)
Жуія́к (фр. Juillac) — муніципалітет у Франції, у регіоні Нова Аквітанія, департамент Жиронда. Населення — 220 осіб (01.01.2021).
Муніципалітет розташований на відстані близько 490 км на південь від Парижа, 50 км на схід від Бордо.

## Демографія
Динаміка населення (INSEE ):

## Економіка
2010 року серед 158 осіб працездатного віку (15—64 років) 118 були активними, 40 — неактивними (показник активності 74,7%, у 1999 році було 79,4%). З 118 активних мешканців працювало 111 осіб (62 чоловіки та 49 жінок), безробітними було 7 (1 чоловік та 6 жінок). Серед 40 неактивних 12 осіб було учнями чи студентами, 19 — пенсіонерами, 9 були неактивними з інших причин.

У 2010 році в муніципалітеті числилось 99 оподаткованих домогосподарств, у яких проживали 243,0 особи, медіана доходів виносила 16 447 євро на одного особоспоживача